# Critère de Nevanlinna
En mathématiques, le critère de Nevanlinna en analyse complexe, prouvé en 1920 par le mathématicien finlandais Rolf Nevanlinna, caractérise les fonctions univalentes holomorphes sur le disque unité d'image étoilée. Nevanlinna a utilisé ce critère pour prouver la conjecture de Bieberbach pour les fonctions univalentes étoilé.

## Énoncé de critère
Une fonction univalente h sur le disque unité satisfaisant h(0) = 0 et h'(0) = 1 est étoilée, c'est-à-dire qui est d'image invariante par multiplication dans [0,1], si et seulement si {\displaystyle zh^{\prime }(z)/h(z)} a une partie réelle positive pour |z| < 1 et prend la valeur 1 en 0.
En appliquant ce résultat à a•h(rz), le critère s'applique sur tout disque |z| < r avec seulement la condition que f(0) = 0 et f'(0) ≠ 0.

## Preuve du critère
Soit h(z) une fonction univalente étoilée sur |z| < 1 avec h(0) = 0 et h'(0) = 1.
Pour t < 0, on définit
{\displaystyle f_{t}(z)=h^{-1}(e^{-t}h(z)),\,}
un semi-groupe d'applications holomorphes de D dans lui-même fixant 0.
De plus h est la fonction de Koenigs pour le semi-groupe ft.
Par le lemme de Schwarz, |ft(z)| diminue lorsque t augmente.
Ainsi
{\displaystyle \partial _{t}|f_{t}(z)|^{2}\leq 0.}
Mais, en posant w = ft(z),
{\displaystyle \partial _{t}|f_{t}(z)|^{2}=2\Re \,{\overline {f_{t}(z)}}\partial _{t}f_{t}(z)=2\Re \,{\overline {w}}v(w),}
où
{\displaystyle v(w)=-{h(w) \over h^{\prime }(w)}.}
Ainsi
{\displaystyle \Re \,{\overline {w}}{h(w) \over h^{\prime }(w)}\geq 0.}
et ainsi, en divisant par |w|2 ,
{\displaystyle \Re \,{h(w) \over wh^{\prime }(w)}\geq 0.}
En prenant les réciproques et faisant t tendre vers 0,
{\displaystyle \Re \,z{h^{\prime }(z) \over h(z)}\geq 0}
pour tous |z| < 1. Puisque le membre de gauche est une fonction harmonique, le principe du maximum implique que l'inégalité est stricte.
Inversement si
{\displaystyle g(z)=z{h^{\prime }(z) \over h(z)}}
a une partie réelle positive et g(0) = 1, alors h ne peut s'annuler qu'en 0, de multiplicité simple.
De plus,
{\displaystyle \partial _{\theta }\arg h(re^{i\theta })=\partial _{\theta }\Im \,\log h(z)=\Im \,\partial _{\theta }\log h(z)=\Im \,{\partial z \over \partial \theta }\cdot \partial _{z}\log h(z)=\Re \,z{h^{\prime }(z) \over h(z)}.}
Ainsi lorsque z décrit le cercle {\displaystyle z=re^{i\theta }}, l'argument de {\displaystyle h(re^{i\theta })} augmente strictement. Par le principe de l'argument, puisque {\displaystyle h} a un simple zéro à 0, il ne fait le tour qu'une seule fois de l'origine. L'intérieur de la région délimitée par la courbe qu'il trace est donc étoilé. Si a est un point à l'intérieur alors le nombre de solutions N (a) de h(z) = a avec |z| < r est donné par
{\displaystyle N(a)={1 \over 2\pi i}\int _{|z|=r}{h^{\prime }(z) \over h(z)-a}\,dz.}
Comme c'est un entier, dépend continûment de a et N(0) = 1, il vaut identiquement 1. Donc h est univalente et étoilée dans chaque disque |z| < r, et donc partout.

## Application à la conjecture de Bieberbach

### Lemme de Carathéodory
Constantin Carathéodory a prouvé en 1907 que si
{\displaystyle g(z)=1+b_{1}z+b_{2}z^{2}+\cdots .}
est une fonction holomorphe sur le disque unitaire D de partie réelle positive, alors,
{\displaystyle |b_{n}|\leq 2.}
En fait il suffit de montrer le résultat avec g remplacé par gr(z) = g(rz) pour tout r < 1 puis de passer à la limite en r = 1. Dans ce cas g se prolonge en une fonction continue sur le disque fermé de partie réelle positive et par la formule de Schwarz
{\displaystyle g(z)={1 \over 2\pi }\int _{0}^{2\pi }{e^{i\theta }+z \over e^{i\theta }-z}\Re g(e^{i\theta })\,d\theta .}
En utilisant l'identité
{\displaystyle {e^{i\theta }+z \over e^{i\theta }-z}=1+2\sum _{n\geq 1}e^{-in\theta }z^{n},}
il s'ensuit que
{\displaystyle \int _{0}^{2\pi }\Re g(e^{i\theta })\,d\theta =1} ,
définit donc une mesure de probabilité, et
{\displaystyle b_{n}=2\int _{0}^{2\pi }e^{-int}\Re g(e^{i\theta })\,d\theta .}
Ainsi
{\displaystyle |b_{n}|\leq 2\int _{0}^{2\pi }\Re g(e^{i\theta })\,d\theta =2.}

### Preuve de dans le cas des fonctions étoilées
Soit
{\displaystyle f(z)=z+a_{2}z^{2}+a_{3}z^{3}+\cdots }
une fonction étoile univalente dans |z| < 1. Nevanlinna (1921) a prouvé que
{\displaystyle |a_{n}|\leq n.}
En fait, selon le critère de Nevanlinna
{\displaystyle g(z)=z{f^{\prime }(z) \over f(z)}=1+b_{1}z+b_{2}z^{2}+\cdots }
a une partie réelle positive pour |z|<1. Donc par le lemme de Carathéodory
{\displaystyle |b_{n}|\leq 2.}
D'autre part
{\displaystyle zf^{\prime }(z)=g(z)f(z)}
donne la relation de récurrence
{\displaystyle (n-1)a_{n}=\sum _{k=1}^{n-1}b_{n-k}a_{k}.}
où un 1 = 1. Ainsi
{\displaystyle |a_{n}|\leq {2 \over n-1}\sum _{k=1}^{n-1}|a_{k}|,}
donc il s'ensuit par récurrence que
{\displaystyle |a_{n}|\leq n.}